# Eduardo MacGregor
Eduardo MacGregor Correa-Nieto (Madrid, 10 de marzo de 1930-Ciudad de México, 16 de diciembre de 2018) fue un actor y locutor español, criado en el exilio en México, que desarrolló su actividad profesional en ambos países. Además de su dilatada carrera como locutor de radio y en el mundo del doblaje, ha destacado por su presencia en películas como Simón del desierto (1965), Maravillas (1981), Demonios en el jardín (1982) o Dragon Rapide (1986), y en series de televisión como El internado (2007); y Sofía (2011).
Falleció en diciembre de 2018.

## Biografía
En el instituto, su amistad con los hijos de Cipriano Rivas Cherif le llevaría a ser introducido por este autor exiliado español en el campo del teatro profesional. Hizo estudios de Maestría en Letras con Especialidad en Arte Dramático en la UNAM; ingresó luego en la Compañía de Teatro Clásico de Álvaro Custodio. Y más tarde llegó al cine, con el rodaje en 1965 de Simón del desierto, de Luis Buñuel.
En la década de 1970 trasladó su residencia a España e ingresó en RNE como locutor. Desde entonces ha desarrollado su trabajo en la locución, el doblaje y como actor de reparto en televisión y cine. Padre del director de cine y productor ejecutivo de cine y televisión Emilio MacGregor.

## Trabajos

### En cine
- Simón del desierto (1965);
- Su Excelencia (1966);
- La mentira (1970);
- El mundo de los muertos (1970)
- Cuna de valientes (1971)
- La inocente (1972);
- El profe (1971);
- Jalea real (1981);
- Maravillas (1981);
- Demonios en el jardín (1982);
- Fanny Pelopaja (1984);
- Dragon Rapide (1986);
- Mala yerba (1991);
- El Jeremías (2015);

### En televisión
- María Isabel (1966);
- La tormenta (1967);
- Anillos de oro (1983);
- El rescate del talismán (1991-1992);
- Lleno, por favor (1993);
- Mareas vivas (2000);
- Periodistas (2000-2002);
- ¡Ala...Dina! (2000-2002);
- ¿Se puede? (2004);
- El internado (2007);
- Sofía (2011);
- Color de la pasión (2014)

Y como actor de voz y locutor de RTVE pueden mencionarse sus colaboraciones en espacios como el nocturno Tris Tras Tres de Radio 3 en la década de 1980 o en Paisaje con figuras interpretando a «El Greco», un espacio de TVE que se emitió el 11 de abril de 1985.